# مديرية المغربة

تعديل مصدري - تعديل

مديرية المغربة إحدى مديريات محافظة حجة في اليمن. بلغ عدد سكانها 64440 نسمة عام 2004. تضم ثلاث عزل.

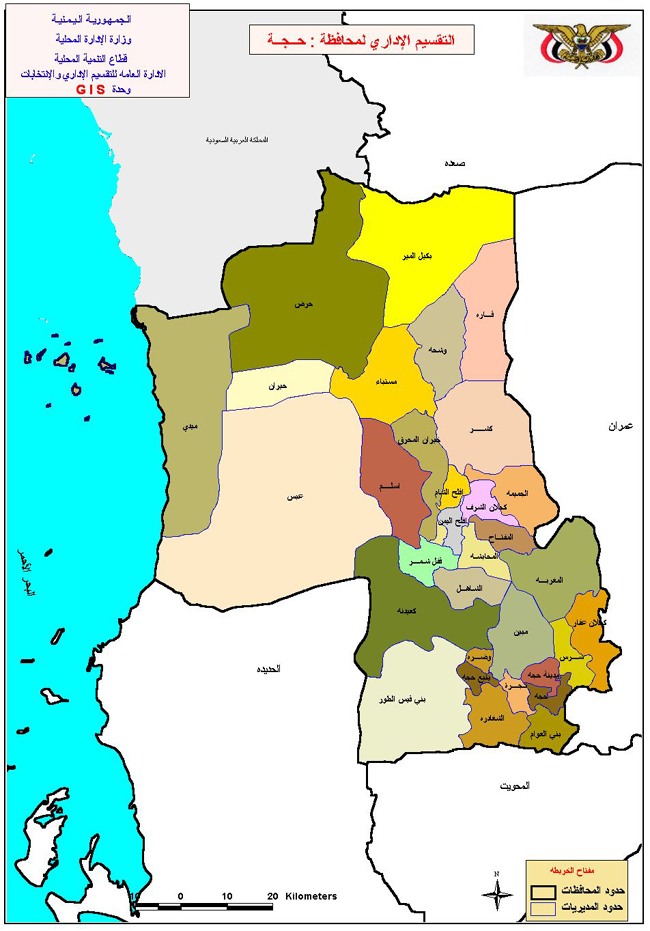
موقع مديرية المغربة في محافظة حجة